# Guinaw Rail Nord
Guinaw Rail Nord ist ein Stadtbezirk der Großstadt Ville de Pikine in der Metropolregion Dakar, gelegen im zentralen Westen Senegals. Die Stadtbezirke von Pikine haben jeweils den Status einer Gemeinde (commune). Der Ausdruck „Guinaw Rail“ stammt aus der in Senegal weit verbreiteten Wolof-Sprache und bedeutet übersetzt „Hinter den Schienen“ und bezeichnet so die ohne Städteplanung durch Wildwuchs am Südrand von Alt-Pikine jenseits der Bahnstrecke Dakar–Niger entstandenen Viertel. Der Stadtbezirk war ab 2013 Teil der Restructuration de Pikine Irrégulier Sud (PIS), einer 700 Hektar umfassenden und 220.000 Einwohner betreffenden Stadtteilsanierung im Rahmen des Autobahnprojektes L’autoroute à péage Dakar–Diamniadio zum Bau der Autoroute 1.

## Geografie
Guinaw Rail Nord liegt im Zentrum des Flaschenhalses der Cap-Vert-Halbinsel zwischen der Bahnstrecke Dakar–Niger im Norden und der Autoroute 1 im Süden.
Der annähernd als gleichseitiges Dreieck umgrenzte Stadtbezirk hat eine Fläche von 0,6525 km² bei einer Seitenlänge von jeweils rund 1200 Meter. Er ist vollständig bebaut und sehr dicht besiedelt. Ab 2012 war er Schauplatz von umfangreichen Sanierungsmaßnahmen und Räumungen der tiefer liegenden und der Überschwemmungsgefahr ausgesetzten Zonen, die bei der betroffenen Bevölkerung auf teilweise heftigen Widerstand stießen.
Die Route des Niayes bildet die Abgrenzung zu dem nordöstlichen Nachbarbezirk Thiaroye Gare. Jenseits der Bahnlinie im Nordwesten liegt der Stadtbezirk Pikine Est. Im Südwesten geht die Bebauung in den Stadtbezirk Guinaw Rail Sud über.

## Bevölkerung
Die letzten Volkszählungen ergaben für den Stadtbezirk jeweils folgende Einwohnerzahlen:
| Jahr | Einwohner |
| ---- | --------- |
| 1988 | …         |
| 2002 | 30.142    |
| 2013 | 30.058    |
| 2023 | 30.303    |